# Espérance Tunis

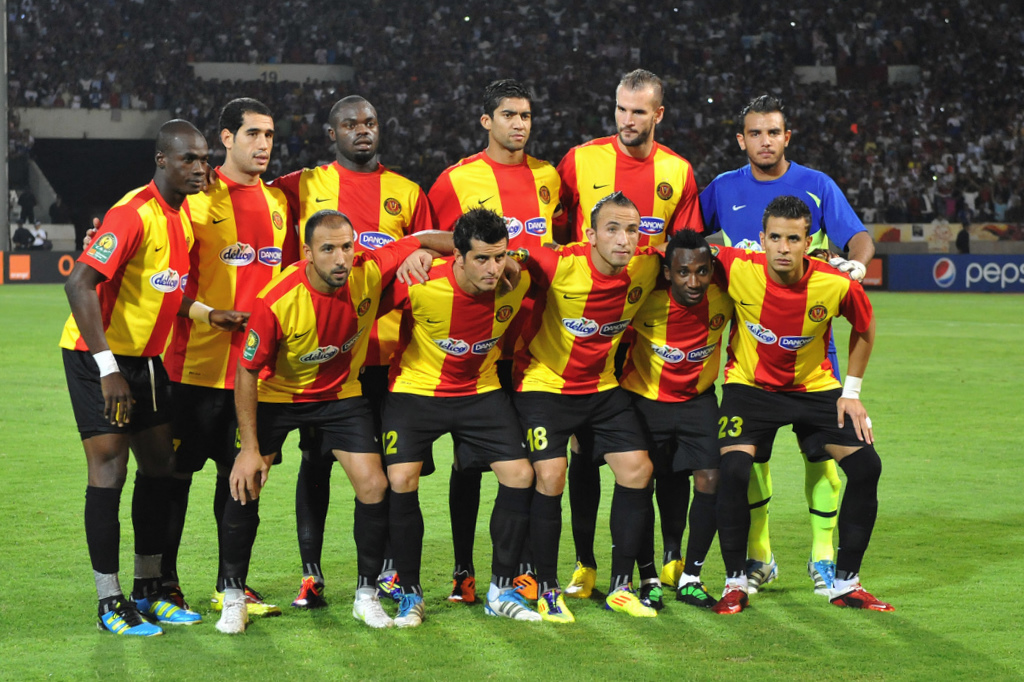
Espérance w roku 2011

Espérance Sportive de Tunis (arab. لترجي الرياضي التونسي, znany także jako EST, taraji) – tunezyjski klub piłkarski, grający obecnie w Championnat de Tunisie, mający siedzibę w stolicy kraju, Tunisie.

## Historia
Klub został założony w 1919 roku przez dwóch przyjaciół Mahameda Zaouiego i Hédi Kalleiego w kawiarni o nazwie Café de l'Espérance. Stąd też przyjęto nazwę klubu Espérance Sportive de Tunis i oficjalnie zarejestrowano ją 25 stycznia 1919. Początkowo piłkarze nosili barwy białe i zielone. W 1920 roku Chadly Zoutien, zaprojektował nowe koszulki, czerwone w żółte pionowe pasy. W 1923 roku Zoutien został prezydentem klubu i funkcję tę piastował przez cztery kolejne dekady. Pod jego przewodnictwem w 1936 roku klub awansował do Division d'Honneur de Tunis - honorowej ligi Tunezji. Następnie dotarł do finału Pucharu Tunezji. W 1939 roku wywalczył to trofeum wygrywając w finale 3:1 z Etoile Sportive du Sahel.
Pomiędzy rozpoczęciem II wojny światowej a uzyskaniem niepodległości przez Tunezję w 1956 roku Espérance był klubem, gdzie wychowywali się czołowi tunezyjscy zawodnicy. Grali tu także algierscy piłkarze jak Ben Tilfour czy Draoua.
Po uzyskaniu niepodległości przez kraj Espérance stał się najbardziej utytułowanym klubem w Tunezji. Stał się popularny nie tylko dzięki zdobytym tytułom, ale także spektakularnego i agresywnego stylu gry. W 1963 roku trener Abderrahmane Ben Azzedine, zainspirowany futbolem we Włoszech, zmienił styl gry na bardziej defensywny.
W latach 70. klub odkrył wiele tunezyjskich piłkarskich talentów jak Tarak Dhiab, Temime Ben Abdallah later Lahzami, Abdelmajid Ben Mrad, Machouche, Abdelkader, Raouf El Meddeb, Kochbati, Ridha Akacha, Adel Latrache, Lassad Dhiab i wielu innych. Wszyscy ci zawodnicy zostali odkryci i wzięci z wielu regionów Tunisu.
W latach 90. Espérance wywalczył wszystkie możliwe tytuły na kontynencie afrykańskim: Puchar Zdobywców Pucharów Afryki, Puchar CAF, Afrykański Puchar Mistrzów i Superpuchar Afryki, a także arabskie i afro-azjatyckie puchary.
Wraz z początkiem XXI wieku klub nie wywalczył żadnego trofeum w Afryce, ale często kwalifikował się do wyższych rund Ligi Mistrzów. Do 2005 roku zostawał mistrzem Tunezji siedmiokrotnie z rzędu.

## Sukcesy
- Championnat de Tunisie: 1959, 1960, 1970, 1975, 1976, 1982, 1985, 1988, 1989, 1991, 1993, 1994, 1998, 1999, 2000, 2001, 2002, 2003, 2004, 2006, 2009, 2010, 2011, 2012, 2014, 2017, 2018, 2019, 2020, 2021, 2022, 2024, 2025
- Mistrzostwo Tunezji przed uzyskaniem niepodległości: 1942
- Puchar Tunezji: 1957, 1964, 1979, 1980, 1986, 1989, 1991, 1997, 1999, 2006, 2007, 2008, 2011, 2016
- Superpuchar Tunezji: 1960, 1993, 2001, 2019, 2020
- Afrykańska Liga Mistrzów: 1994, 2011, 2018, 2019 finalista: 1999, 2000, 2010, 2012
- Puchar Zdobywców Pucharów CAF: 1998 finalista: 1987
- Superpuchar Afryki: 1995
- Puchar CAF: 1997
- Arabska Liga Mistrzów: 1993, 2009, 2017
- Afro-Azjatyckie Mistrzostwa Klubowe: 1995

## Uczestnicy MŚ grający w klubie
- Julius Aghahowa
- Garba Lawal
- Khaled Badra
- Sirajeddine Chihi
- Jose Clayton
- Tarak Dhiab
- Chokri El Ouaer
- Hassen Gabsi
- Radhi Jaïdi
- Riadh Jelassi
- Hamdi Kasraoui
- Mourad Melki
- Sofiane Melliti
- Jawhar Mnari
- Tarek Thabet
- Ali Zitouni
- Jean-Jacques Tizié